# 圓尾鱟
圓尾鱟（学名：Carcinoscorpius rotundicauda），也叫馬蹄蟹或鱟，是世界自然基金會“海洋十寶”之一，也是現存鱟類中個體最小的一种。圓尾鱟有毒。
雖然被稱為馬蹄蟹，不過圓尾鱟實際上比起螃蟹，與蜘蛛和蠍子擁有更近的親緣關係（同屬於螯肢亞門）。圓尾鱟的名稱緣由來自於其尾部（尾節）截面為圓形，其他種類的鱟尾部則皆為三角形。

## 分佈

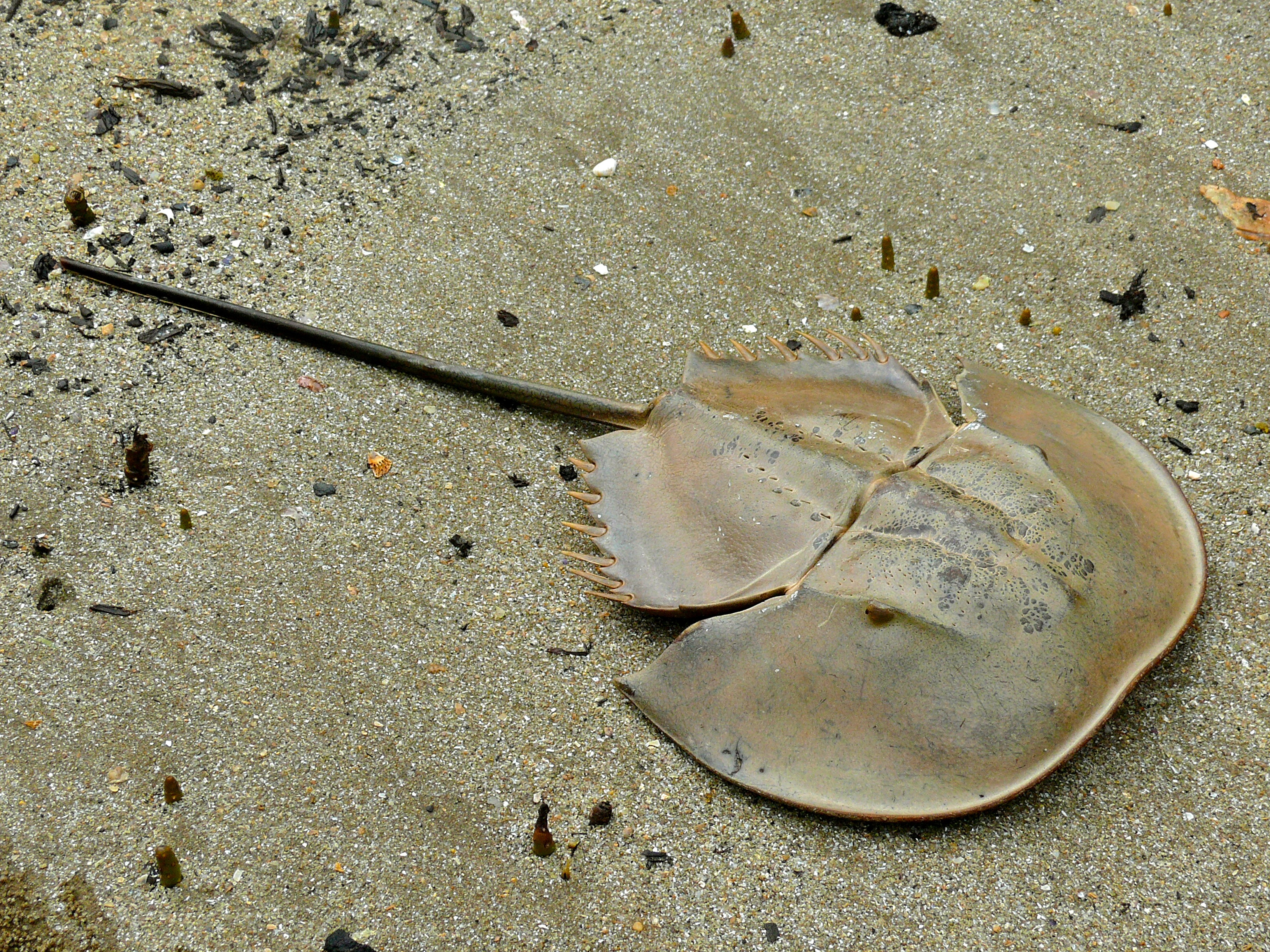
馬來西亞峇哥國家公園的圓尾鱟

見於印度、孟加拉、印尼、馬來西亞、新加坡、泰國、柬埔寨、緬甸、中國與香港沿海與汽水地區。成年圓尾鱟多見於深水，而幼鱟多見於潮間帶淺水區。

## 繁殖行為
潮間帶沙灘和泥灘是牠們的繁殖地。圓尾鱟會於滿月與新月水漲時到聚集至沙泥灘，圓尾鱟採單配偶制，雄鱟會透過螯肢攀附在雌鱟身上直到雌鱟產卵，每隻雌性每次約產下二千枚卵，雄性會在雌性產卵後進行體外受精。但由於圓尾鱟在野外的存活率偏低，在一萬隻幼鱟中，大約只有1到2只可存活10到15年。
新加坡的圓尾鱟繁殖期為四月至八月，每次蛻皮後幼體的體型能增加33%，經歷五次蛻皮後幼體就會從2（0.79英寸）成長至成年體長。

## 食物
圓尾鱟為底棲生物，主要以沙蟲、蠕蟲、小蟹、蠔和貽貝的雙殼類動物為食。

## 与人類的關係

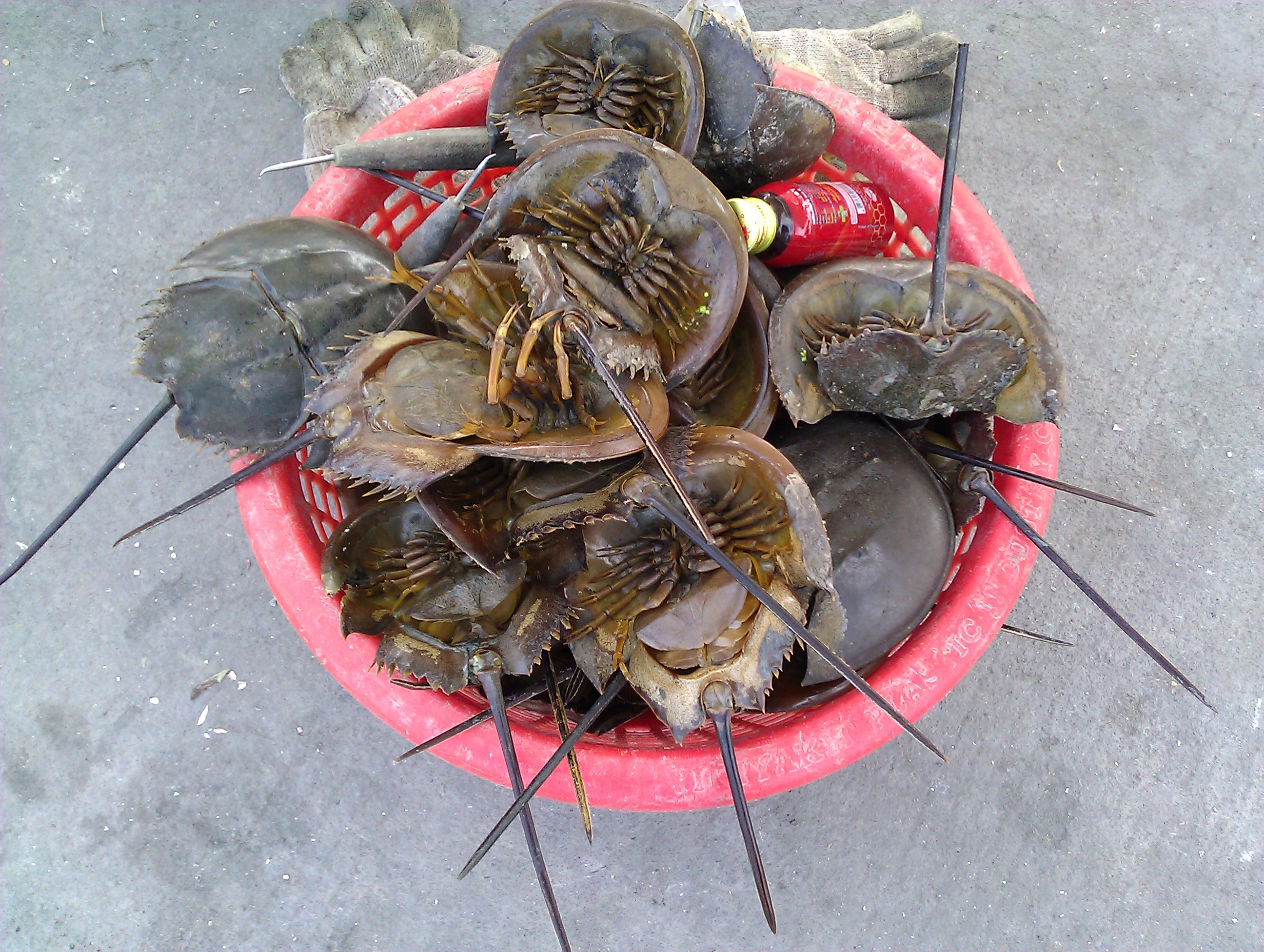
泰國春武里府一桶捕捉到的圓尾鱟

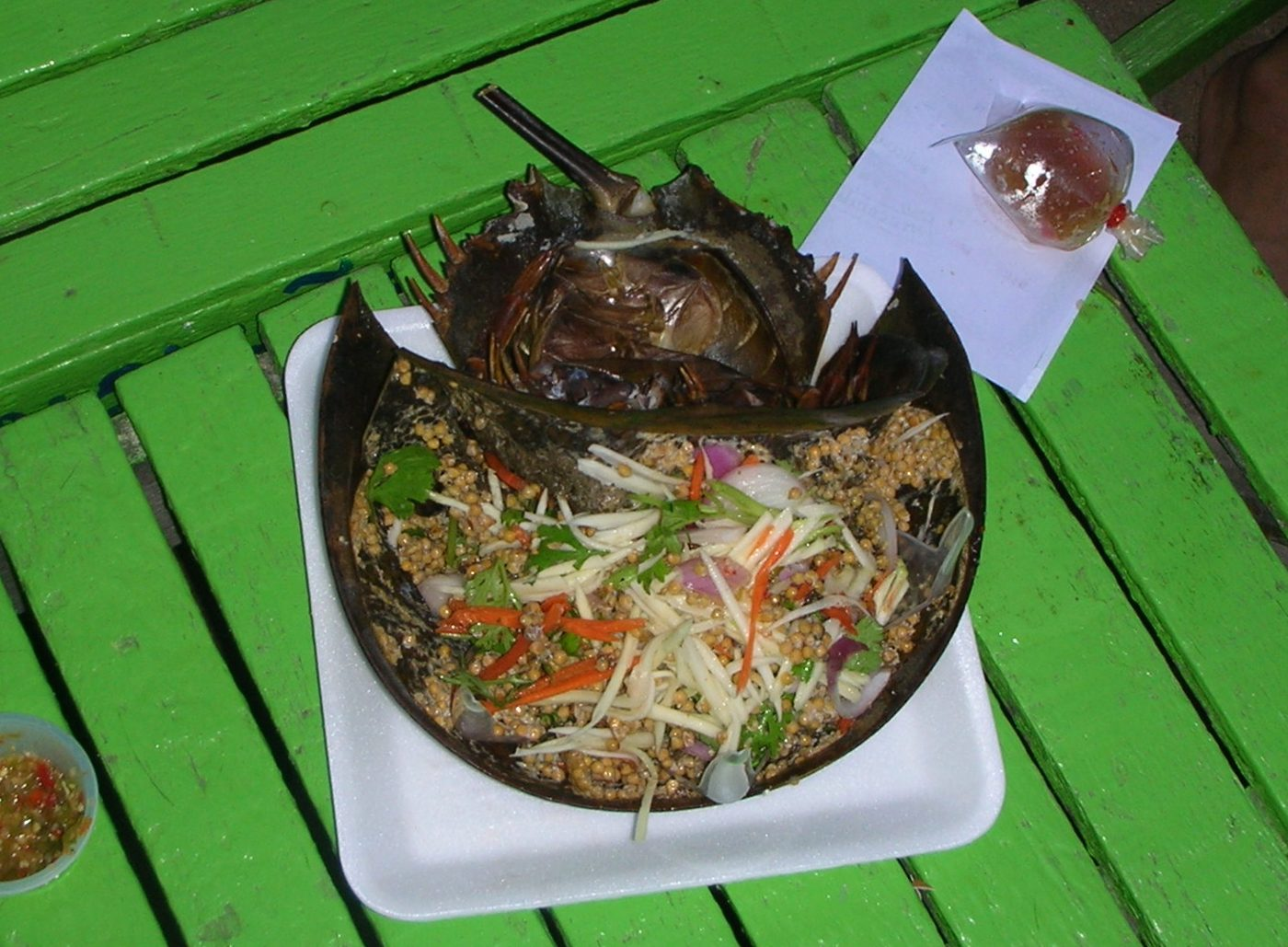
泰國七岩的鱟蛋沙拉“Yam Khai Maengda”

圓尾鱟受到過度捕捞，数量已銳減。但世界自然保護聯盟紅色名錄把圓尾鱟列入“資料不足”部分。
圓尾鱟的肉並不多，但是其卵多半會被視為珍饈，圓尾鱟其實有毒性，與其他鱟不同，圓尾鱟含有足以使人類致命的河魨毒素。生物學上，其藍色的血可用來緩解精神疲劳以及治療腸胃炎。它們的血液還可以做成鲎试剂來進行内病原體脂多糖检测。

## 外部連接
- 维基共享资源上的相關多媒體資源：Carcinoscorpius rotundicauda